# Mertzon
Mertzon is een plaats (city) in de Amerikaanse staat Texas, en valt bestuurlijk gezien onder Irion County.

## Demografie
Bij de volkstelling in 2000 werd het aantal inwoners vastgesteld op 839.
In 2006 is het aantal inwoners door het United States Census Bureau geschat op 860, een stijging van 21 (2,5%).

## Geografie
Volgens het United States Census Bureau beslaat de plaats een oppervlakte van
3,9 km², geheel bestaande uit land. Mertzon ligt op ongeveer 671 m boven zeeniveau.

## Plaatsen in de nabije omgeving
De onderstaande figuur toont nabijgelegen plaatsen in een straal van 52 km rond Mertzon.